# 三峡大学

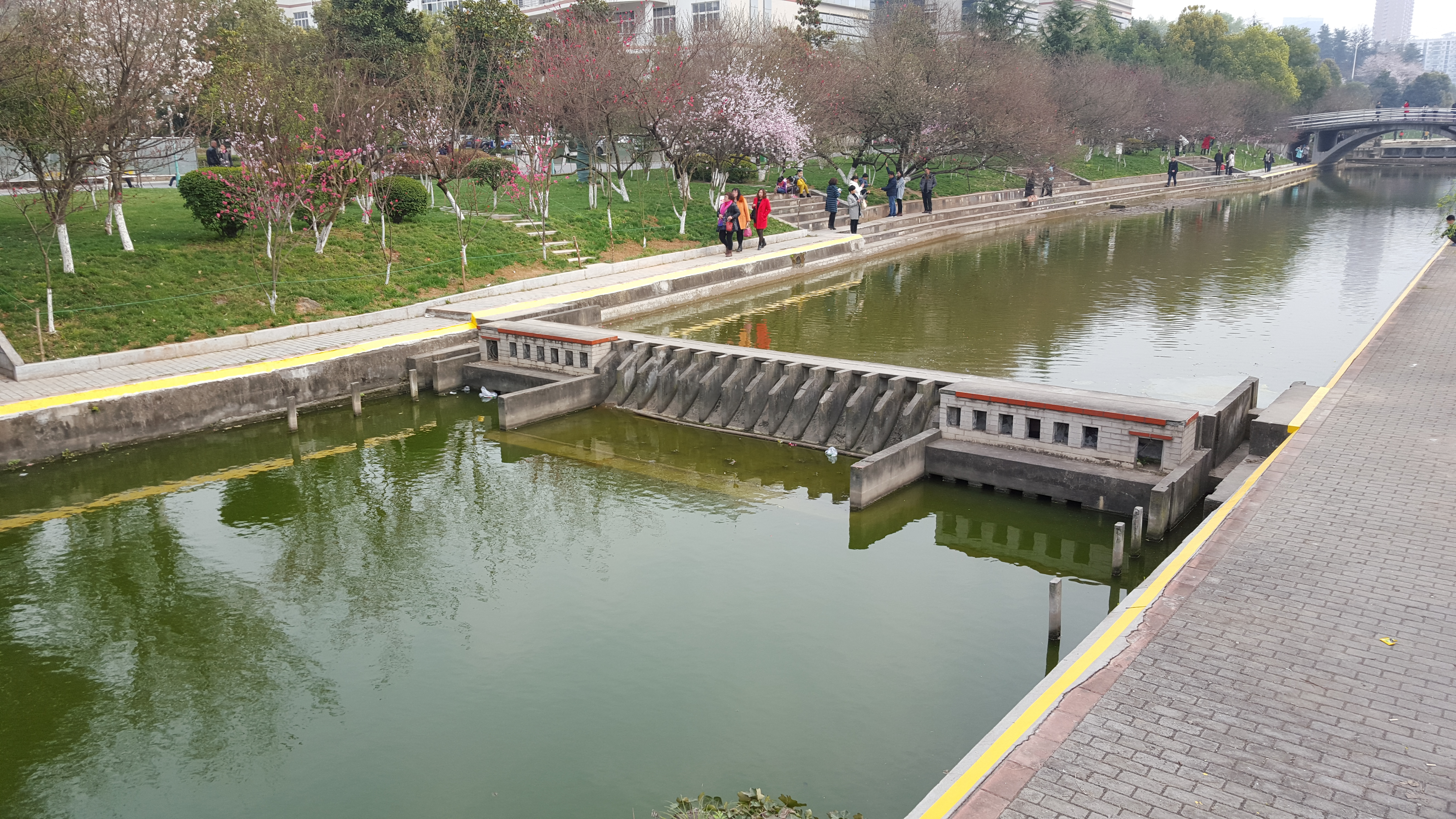
求索溪的大坝微缩景观

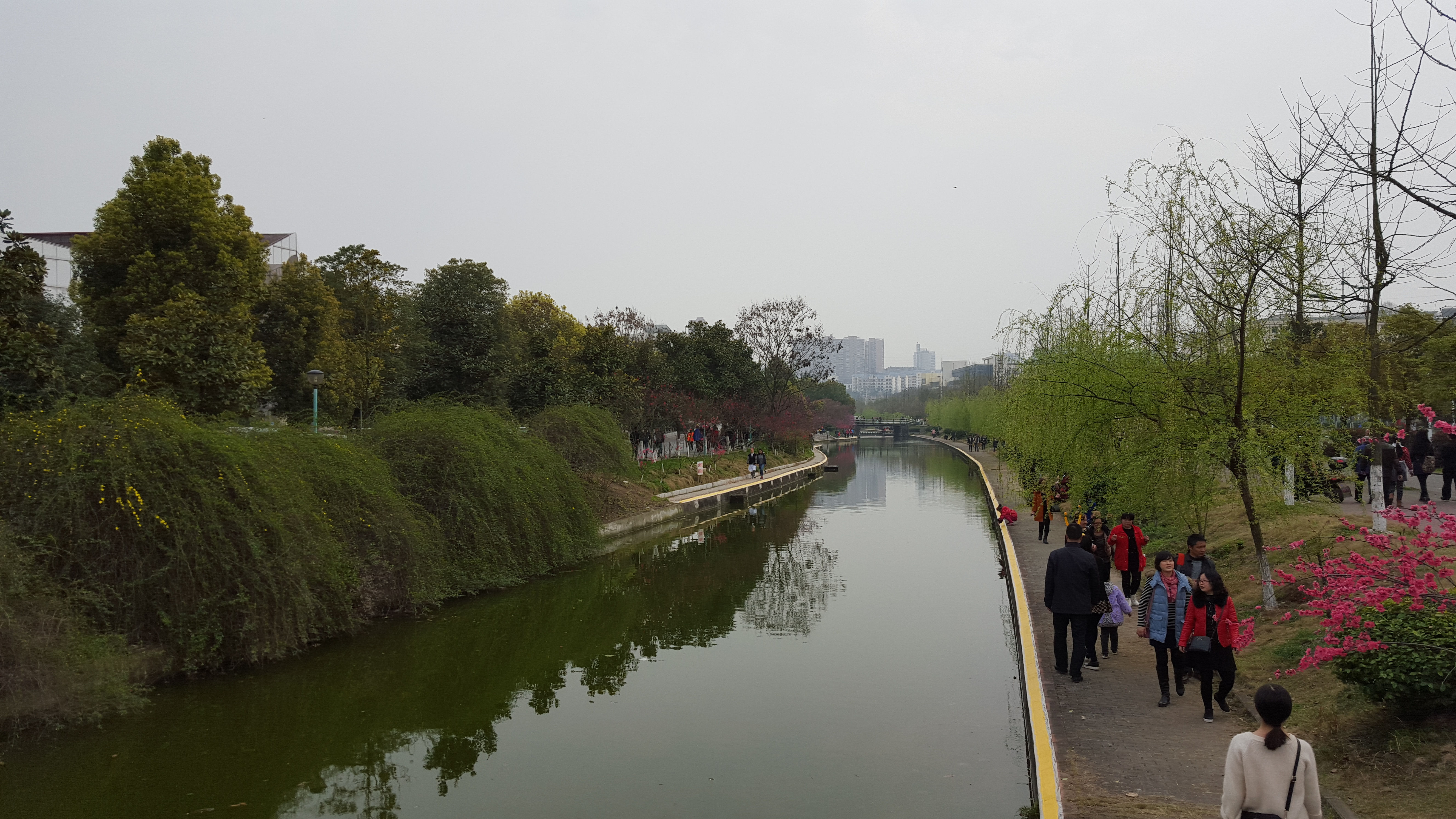
求索溪

三峡大学（英語：China Three Gorges University）位于湖北省域副中心城市宜昌市，学校具有招收少数民族预科生、来华留学生、中国政府奖学金生（CSC）、本科临床医学专业（英语授课）来华留学生资格和免试招收香港、台湾地区学生资格。是水利电力特色与优势比较明显、综合办学实力较强、享有较高社会声誉的综合性大学，学校是国家水利部和湖北省共建大学，入选教育部“卓越工程师教育培养计划”、湖北省“国内一流大学”建设高校。
三峡大学是由原武汉水利电力大学（宜昌）和原湖北三峡学院于2000年合并组建的。原武汉水利电力大学（宜昌）的前身是葛洲坝水电工程学院，先后隶属于水利电力部、能源部、电力工业部、国家电力公司，1996年与原武汉水利电力大学合并组建新的武汉水利电力大学，成为“211工程”建设大学的重要组成部分。原湖北三峡学院是由原宜昌师范高等专科学校、宜昌医学高等专科学校、宜昌职业大学合并而成。
根据2023年5月学校官网信息显示，学校占地面积3000余亩，校舍总建筑面积140万平方米，教学科研仪器设备总值达8.04亿元，馆藏纸质图书295万余册，中外文电子图书150余万册；设有22个学院，开设80个本科专业；拥有4个博士后科研流动站，4个博士学位授权一级学科、1个博士专业学位授权点、27个硕士学位授权一级学科、22个硕士专业学位类别；有专任教师1686人，全日制在校普通本科生23964人，博士、硕士研究生7552人。

## 历史沿革
学校办学历史最早可以追溯至1923年，1978年开始举办本科教育，是国家首批学士学位授予单位，1996年开始举办硕士研究生教育，1998年开始培养博士研究生。学校面向31个省、自治区、直辖市及60余个国家（地区）招生，在全国全面进入一本招生。

### 武汉水利电力大学（宜昌校区）
1978年4月，国务院批准新建本科院校葛洲坝水电工程学院，同年5月水电部发文建校。
1988年4月，煤炭工业部、石油工业部、核工业部、水利电力部合并后组建能源部和水利部，学校直属于能源部。
1993年3月，国务院机构改革，能源部撤销后，葛洲坝水电工程学院直属于电力工业部。
1996年5月，葛洲坝水电工程学院与武汉水利电力大学合并组建新的武汉水利电力大学。葛洲坝水电工程学院改为武汉水利电力大学宜昌校区，成为“211工程”建设大学的组成部分。

### 湖北三峡学院
（一）宜昌师范高等专科学校
1946年9月，抗日战争胜利后，国民政府湖北省教育厅批准成立省立宜都师范学校。
1950年，改名为宜昌师范学校。
1958年夏，迁至宜昌办学。同年秋，更名为宜昌师范专科学校，革命教育家徐特立为其题写了校名。
1977年，改名为华中师范学院宜昌分院。
1978年，更名为宜昌师范高等专科学校。
（二）宜昌医学高等专科学校
1949年11月，湖北省政府创建湖北公医专科学校。
1958年，湖北公医专科学校（部分）改建为宜昌医学专科学校。
1993年6月，更名为宜昌医学高等专科学校。
（三）宜昌职业大学
1978年9月，宜昌市政府成立宜昌高等工业专科班。
1983年5月，更名为宜昌职业大学。
（四）三校合并
1995年7月，经教育部批准，湖北省人民政府发文，宜昌师范高等专科学校、宜昌医学高等专科学校、宜昌职业大学合并组建湖北三峡学院，为省属本科高校。

### 合并发展
2000年5月25日，经国家教育部批准，由原武汉水利电力大学（宜昌）和原湖北三峡学院合并组建三峡大学。
2004年，三峡大学本部完成校园扩建，其余三个校区的本科专业全部搬至本部，实现一地办学目标。
2008年，国务院学位委员会批准三峡大学为博士学位授予权立项建设单位。
2009年，国家水利部和湖北省人民政府签定协议，部省共建三峡大学。
2011年，学校入选教育部第二批“卓越工程师教育培养计划”高校。
2012年，成为教育部首批全国66所本科院校试点单位之一。
2013年3月，教育部正式发函，学校取得招收中国政府奖学金来华留学生资格。8月，三峡大学接到国务院学位委员会文件，正式成为博士学位授予单位。12月，三峡大学调整学科专业，调整组建了机械与动力学院、材料与化工学院、生物与制药学院、法学与公共管理学院，成立研究生院。
2014年2月，入选教育部公布的第二批来华留学示范基地建设单位。10月，正式成为“联合国学术影响力”组织成员之一。
2016年6月，三峡大学列入中西部高校基础能力建设工程（二期）。
2018年1月，学校被省人民政府列为“国内一流大学”建设高校。
2020年10月16日，入选国家知识产权局、教育部“2020年度国家知识产权试点高校名单”。
2021年9月，入选第二批国家语言文字推广基地拟入选单位名单。
2022年9月9日，三峡大学基础医学院、健康医学院成立。
2023年7月10日，三峡大学与中国长江三峡集团有限公司签订新一轮校企合作协议。

## 院系设置
- 水利与环境学院
- 土木与建筑学院
- 机械与动力学院
- 电气与新能源学院
- 计算机与信息学院
- 理学院
- 基础医学院
- 健康医学院
- 材料与化工学院
- 生物与制药学院
- 体育学院
- 文学与传媒学院（田家炳教育学院）
- 法学与公共管理学院
- 马克思主义学院
- 外国语学院
- 经济与管理学院
- 艺术学院
- 科技学院（独立学院）
- 继续教育学院（职业技术学院）
- 第一临床医学院（挂靠宜昌市中心人民医院）
- 第二临床医学院（三峡大学附属仁和医院）
- 第三临床医学院（挂靠葛洲坝集团中心医院）
- 人民医院（挂靠宜昌市第一人民医院）
- 第二人民医院（挂靠宜昌市第二人民医院）
- 中医临床医学院（挂靠宜昌市中医医院）

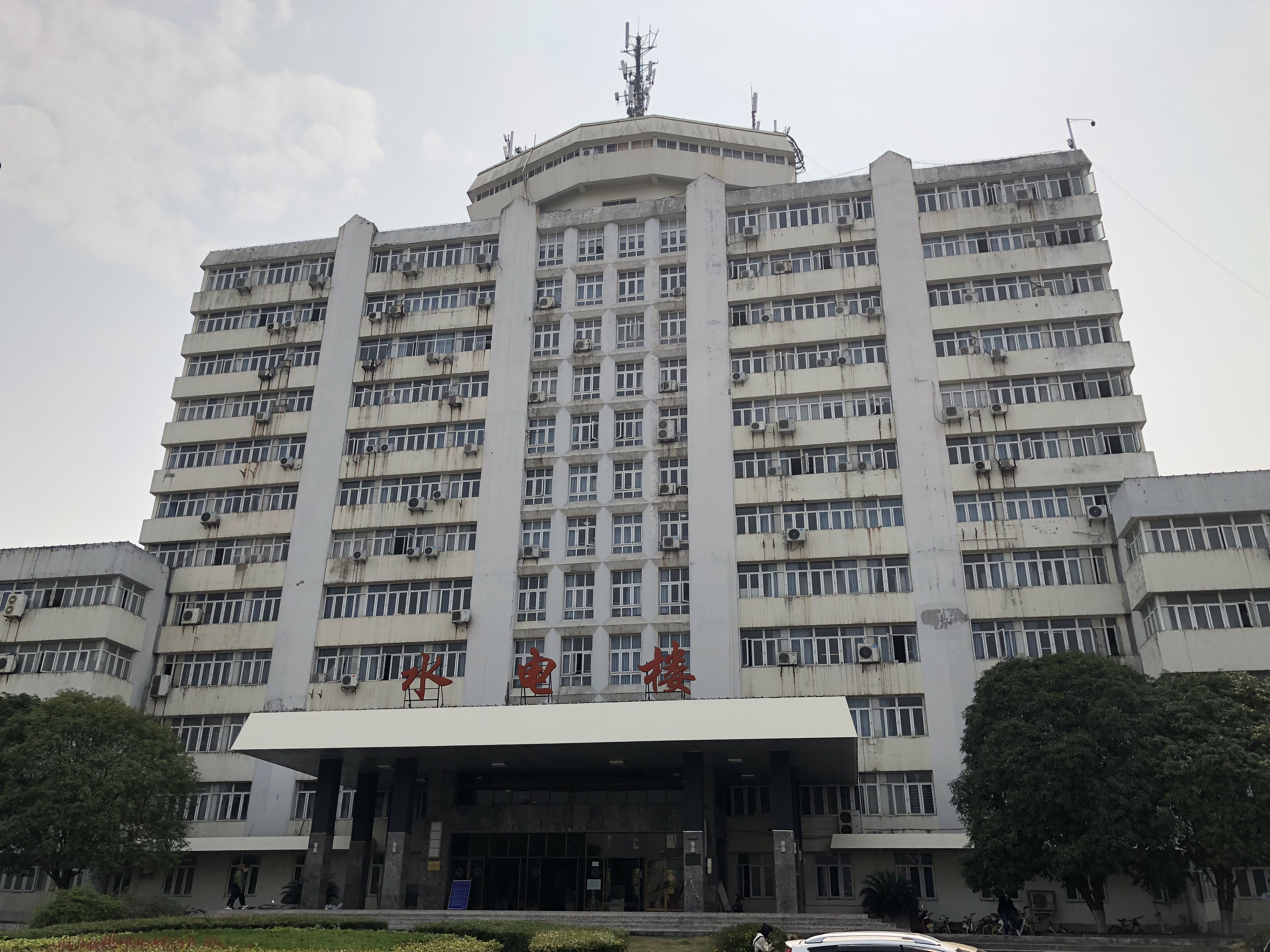
水电楼

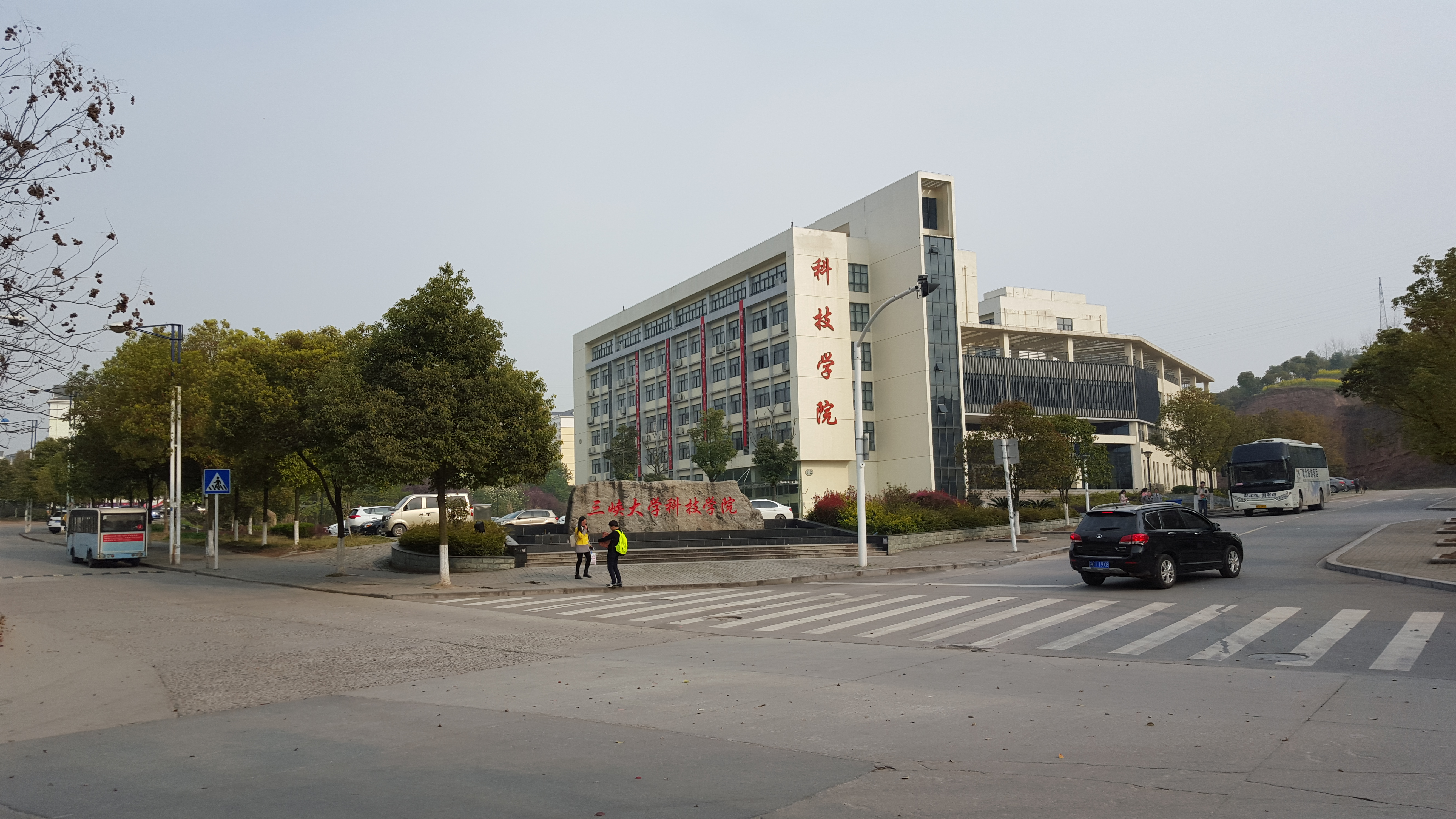
科技学院（独立学院）

- 公共卫生研究中心（挂靠宜昌市疾病预防控制中心）
- 妇女儿童临床医学院（挂靠宜昌市妇幼保健院）
- 国际学院

## 重点学科

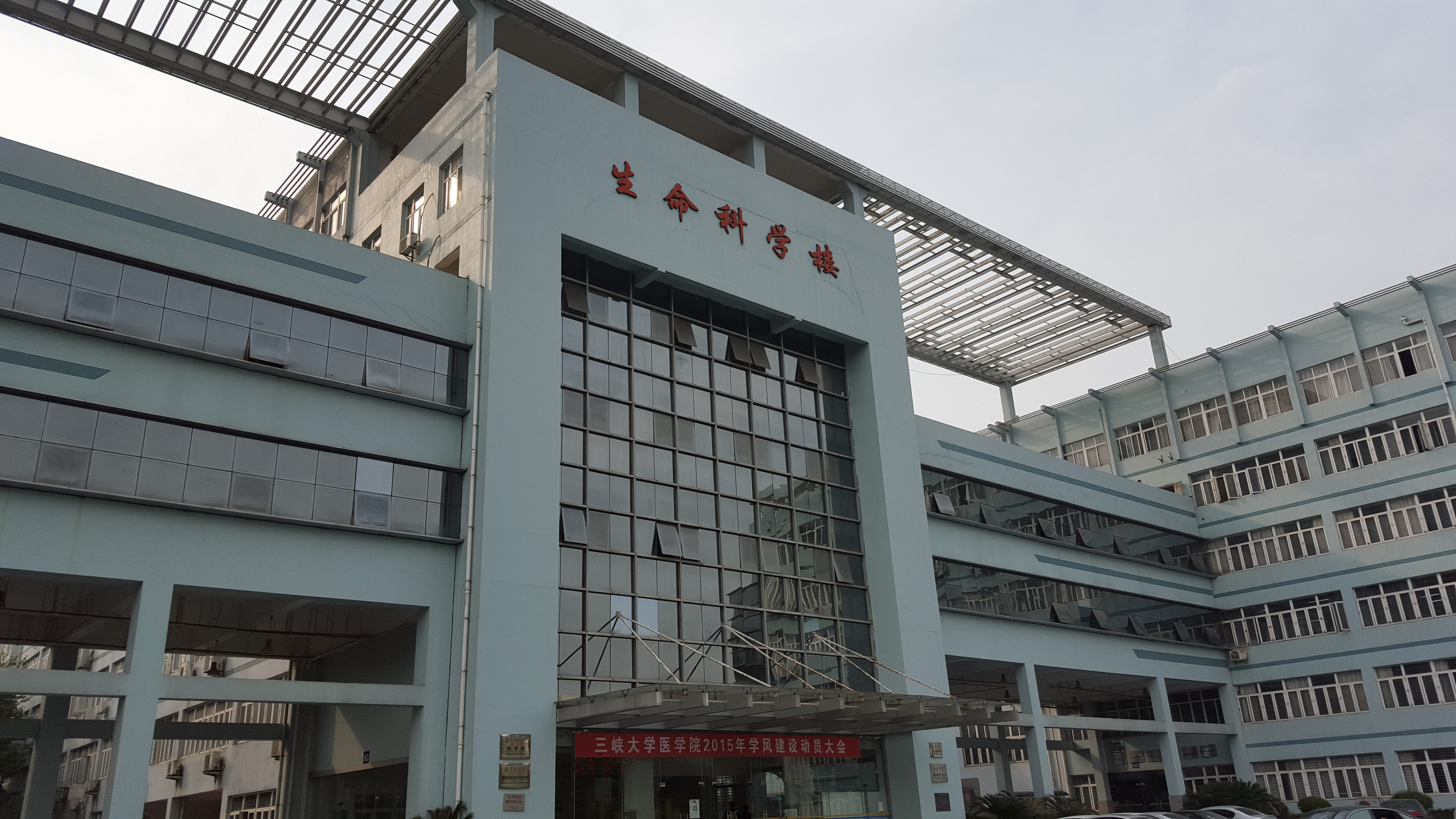
生命科学楼

- 国家“211工程”重点建设学科

1. 水工结构工程
2. 岩土工程

- 省级重点学科

1. 水利工程（一级学科）
2. 电气工程（一级学科）
3. 土木工程（一级学科）
4. 中国语言文学（一级学科）
5. 基础医学（一级学科）
6. 管理科学与工程（一级学科）
7. 生态学（一级学科）
8. 计算机科学与技术（一级学科）
9. 机械工程（一级学科）
10. 物理学（一级学科）
11. 外国语言文学（一级学科）

## 科研机构
- 长江三峡滑坡国家野外科学观测研究站
- 三峡库区地质灾害教育部重点实验室
- 三峡库区生态环境教育部工程技术研究中心
- 高等教育研究所
- 地质灾害防治研究院
- 分子生物学研究所
- 生物技术研究中心
- 软件工程中心
- 水电科学研究院
- 水电站仿真实验室
- 水库移民研究中心
- 三峡文化与经济社会发展研究中心
- 天然产物研究与利用重点实验室
- 国家级中药药理三级实验室
- 艾伦麦克德尔米德再生能源研究所
- 武陵民族研究院
- 智能视觉与图像信息研究所

## 附属机构

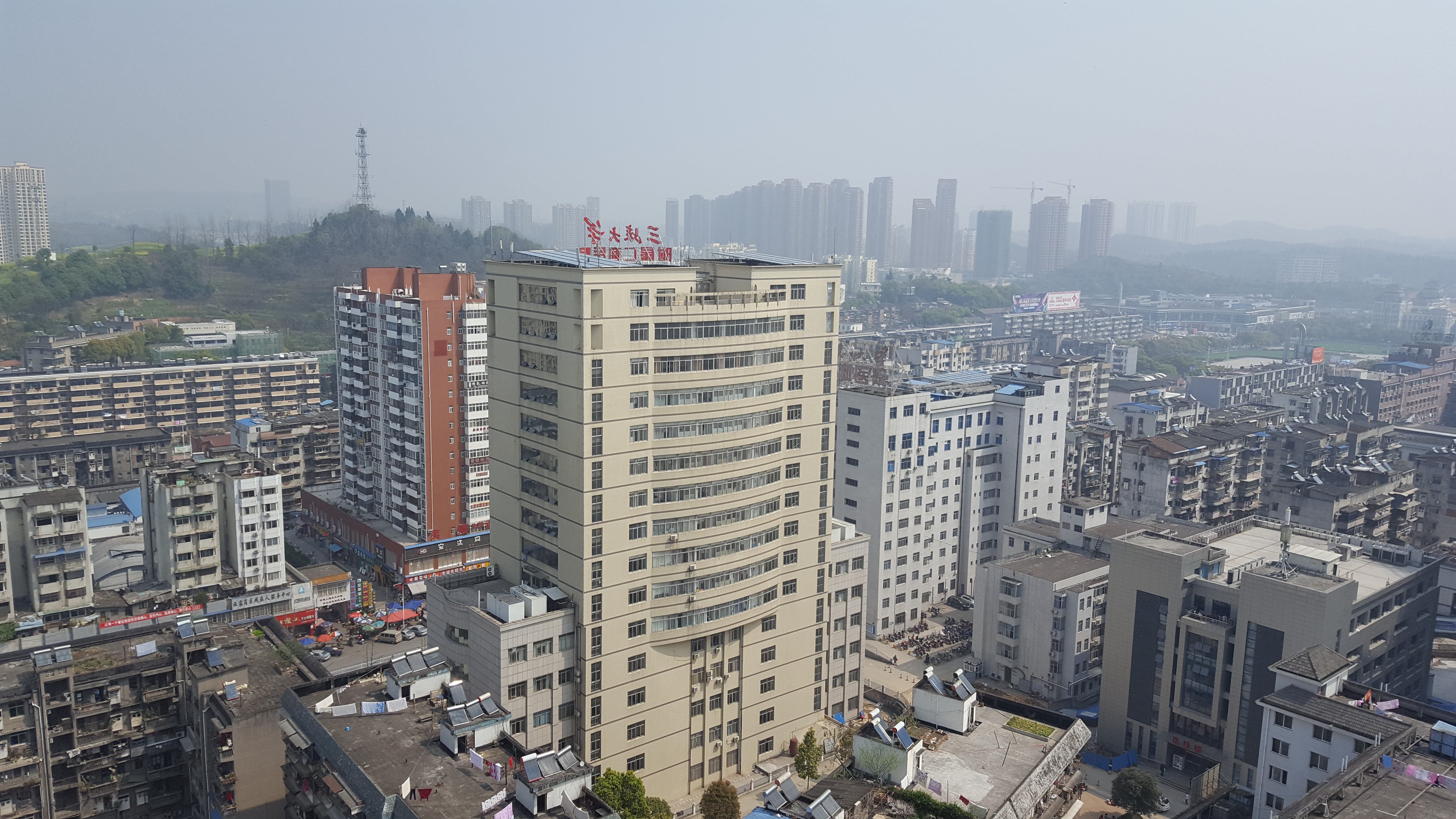
仁和医院

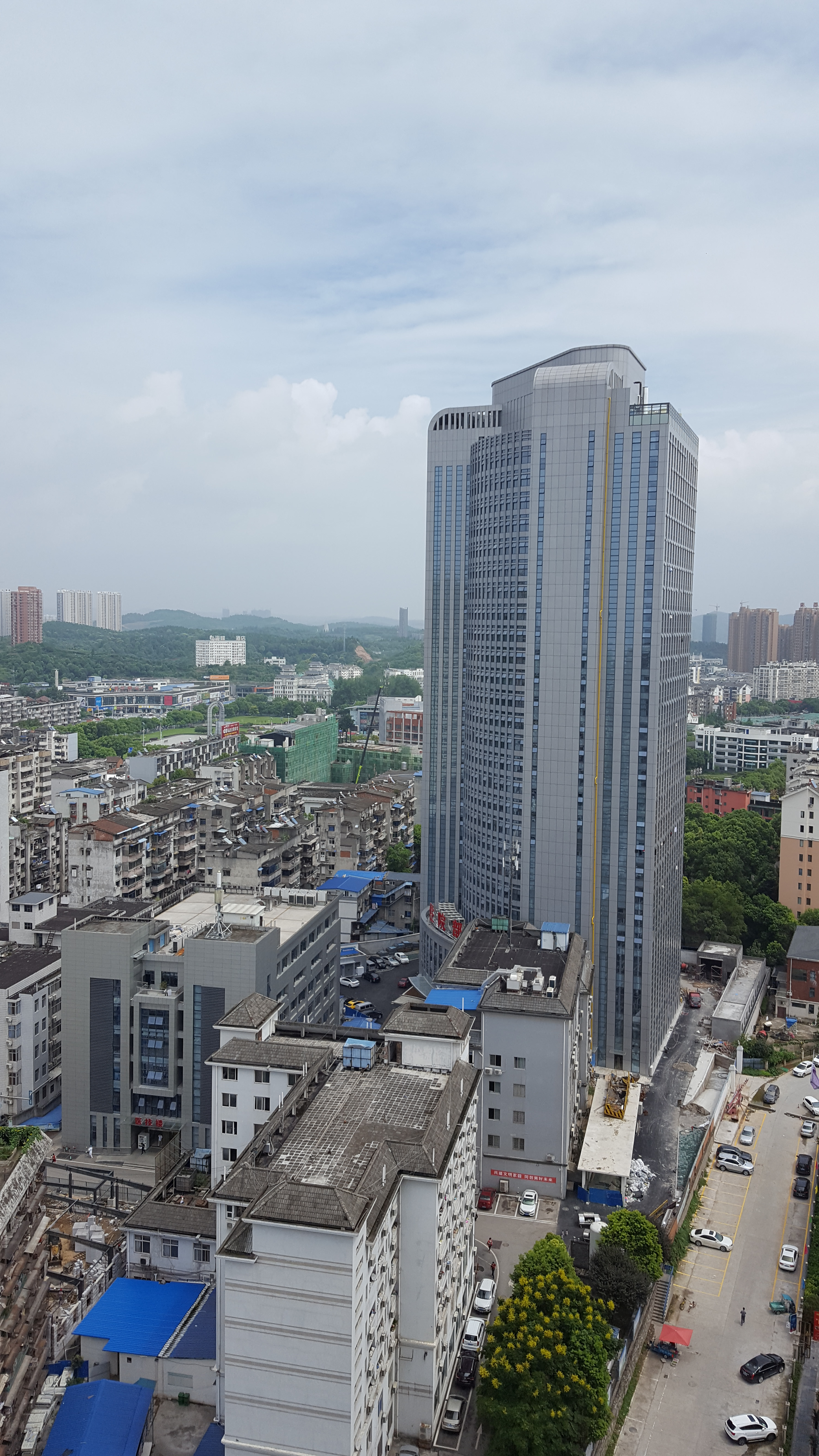
三峡大学附属仁和医院住院部

- 三峡大学（附属）仁和医院
- 三峡大学后勤集团
- 三峡大学产业集团下属公司：
  - 三峡大学高科技开发公司
  - 三峡大学建筑设计研究院
  - 宜昌绿野环保工程有限责任公司
  - 宜昌三大工程建设监理公司
  - 三峡大学机械厂
  - 宜昌三大电子厂

## 师资力量
根据2023年5月学校官网信息显示，学校有专任教师1686人，其中教授320人，副教授668人，具有博士学位的教师933人；有博士生导师172人，硕士生导师 2432人；拥有全学科的教授任职资格评审权。获批省部级以上人才工程人选、专家200余人。学校聘请了包括诺贝尔奖获得者及21位院士在内的200余名专家担任兼职教授。有国家级教学团队2个，省级教学团队14个；省级优秀基层教学组织16个。
湖北省“百人计划”：孙成华、杨先一、陈鸿钧等
中国工程院院士：胡亚安、李焯芬